# Leylaiya apostibes
Leylaiya apostibes is een vliegensoort uit de familie van de Mythicomyiidae. De wetenschappelijke naam van de soort werd voor het eerst geldig gepubliceerd in 2009 door Evenhuis.